# Schlatt (Hechingen)
Schlatt ist ein Stadtteil von Hechingen im Zollernalbkreis in Baden-Württemberg (Deutschland).

## Geographie
Schlatt liegt etwa fünf Kilometer östlich der Kernstadt am Ausgang des Killertals am Nordrand der Schwäbischen Alb und wird von der Starzel durchflossen. Südlich des Ortes hat sich die Starzel schluchtartig in die dort vorhandenen Tonschiefer eingegraben und einen Wasserfall gebildet.
Das Ortsbild wird geprägt von der Friedhofskapelle aus dem 15. Jahrhundert (mit Fresken) am Kirchenköpfle im Nordosten. Am Nordwestrand befindet sich ein alter Steinbruch, in dem Ziegelrohstoffe gefördert und in der angegliederten Ziegelei verarbeitet wurden. Die Gemarkungsfläche des Ortes beträgt 678 Hektar.

### Nachbarorte
Folgende Orte grenzen an Schlatt, sie werden im Uhrzeigersinn beginnend im Norden genannt und gehören zum Zollernalbkreis:
Beuren, Jungingen, Boll, Stetten und Hechingen.

## Geschichte

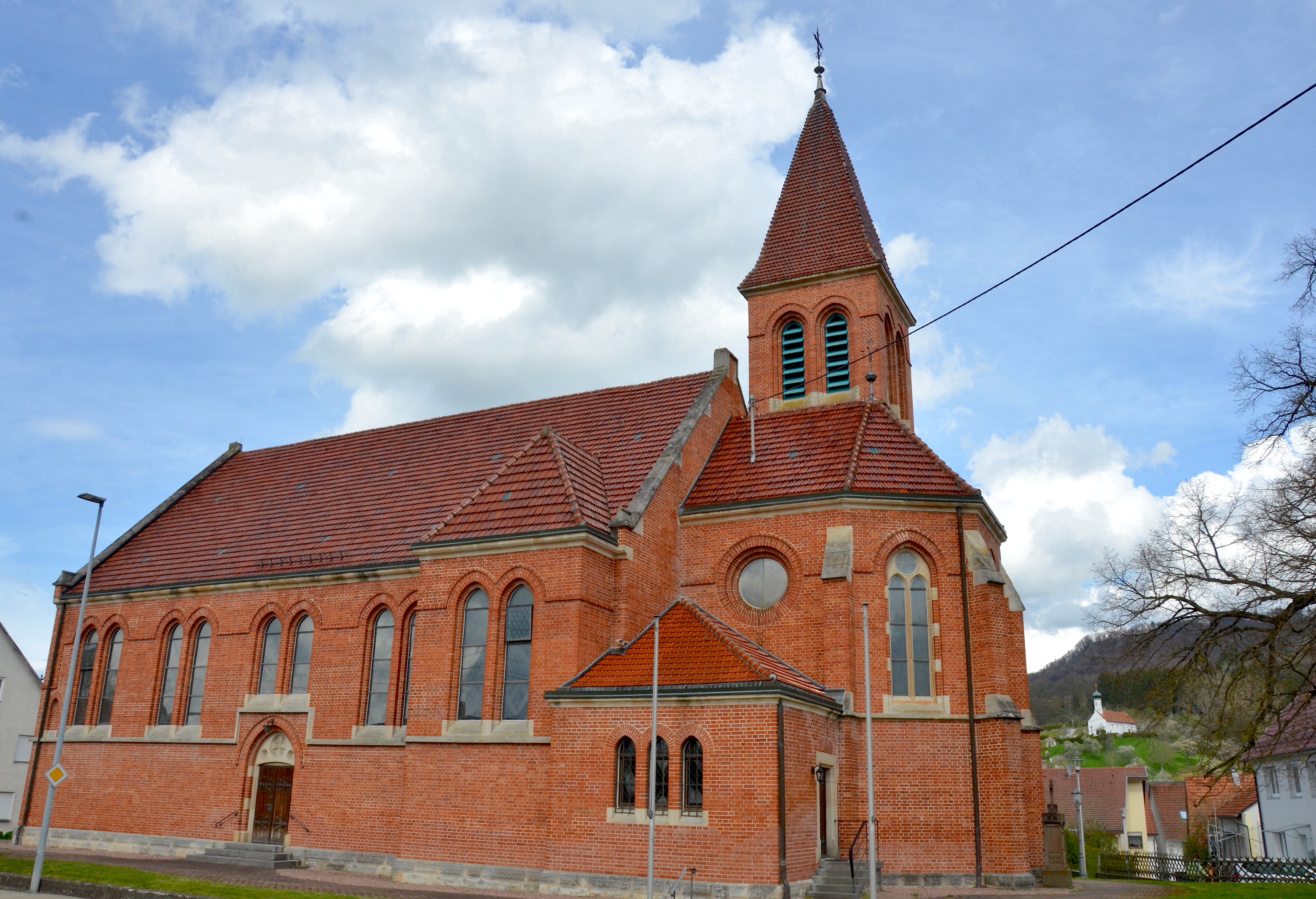
Pfarrkirche St. Dionysius, im Hintergrund die Friedhofskapelle

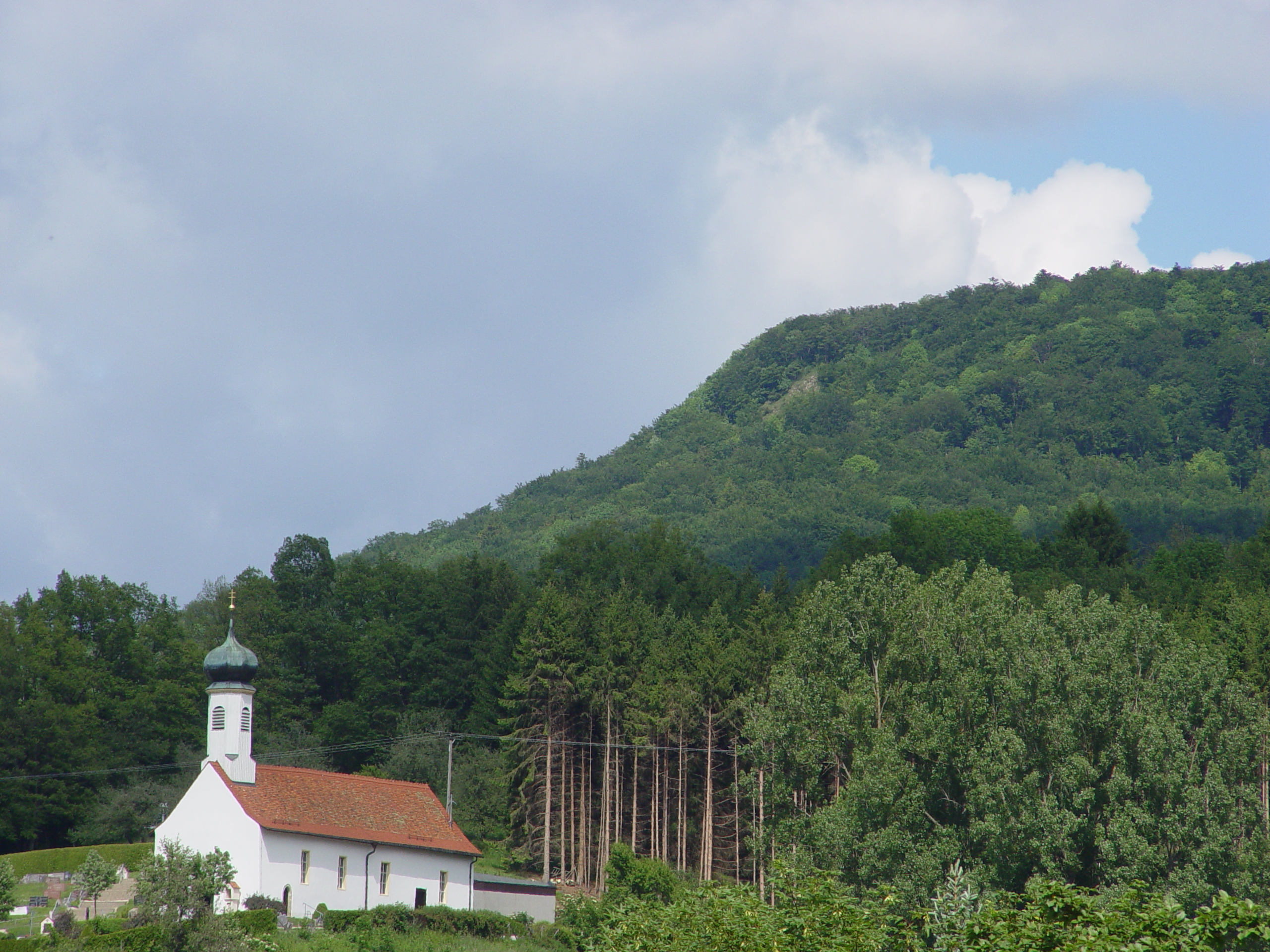
Die Friedhofskapelle in Schlatt, im Hintergrund der hier 850 Meter hohe Albtrauf

Der Ort Sclata wurde erstmals 1134 in einem Gründungsbericht des Klosters Zwiefalten erwähnt. Schlatt gehörte lange zur Grafschaft Zollern, bis es 1415 an Württemberg verkauft wurde. Graf Eitelfriedrich I. von Hohenzollern erwarb in den Jahren 1433 bis 1437 große Teile der Grafschaft zurück, darunter auch Schlatt. Im Dreißigjährigen Krieg brannten die mit Württemberg verbündeten Schweden das Dorf an Fastnacht 1634 nieder. Zwischen 1830 und 1866 schwächte eine mit der Rezession verbundene Hungersnot und Auswanderungswelle den Ort, so dass die Einwohnerzahl von 706 auf 591 sank.
Bei der Gebietsreform in Baden-Württemberg wurde Schlatt am 1. April 1972 nach Hechingen eingemeindet.

## Verkehr
Die B 32 verbindet den Ort mit Sigmaringen und dem Bodensee im Süden und Hechingen im Osten.
Schlatt ist Regionalbahn-Haltepunkt an der Bahnstrecke Hechingen–Gammertingen der Hohenzollerischen Landesbahn.

## Persönlichkeiten
- Josef Blumenstetter (* 1807 in Schlatt; † 1885 in Hechingen), katholischer Geistlicher und Abgeordneter der Frankfurter Nationalversammlung
- Dionysius Schuler (* 1854 in Schlatt; † 1926 Kloster Gorheim in Sigmaringen), Generalminister des Franziskanerordens und Titularerzbischof von Nazianz
- Hans Speidel (* 1900 in Schlatt; † 1984 in Hechingen), Landrat in Hechingen, Ehrenbürger von Schlatt